# Шодфонтен (Ду)
Шодфонтен (фр. Chaudefontaine) насеље је и општина у источној Француској у региону Франш-Конте, у департману Ду која припада префектури Безансон.
По подацима из 2011. године у општини је живело 216 становника, а густина насељености је износила 34,12 становника/km². Општина се простире на површини од 6,33 km². Налази се на средњој надморској висини од 281 метар (максималној 448 m, а минималној 255 m).

## Демографија
| 1962. | 1968. | 1975. | 1982. | 1990. | 1999. | 2011. |
| ----- | ----- | ----- | ----- | ----- | ----- | ----- |
| 140   | 141   | 206   | 245   | 215   | 208   | 216   |

График промене броја становника у току последњих година